# لیشانی (ناحیه لوونی)
لیشانی (به چکی: Lišany) یک منطقهٔ مسکونی در جمهوری چک است که در ناحیه لوونی واقع شده‌است. لیشانی ۵٫۶۳ کیلومتر مربع مساحت و ۱۶۱ نفر جمعیت دارد و ۱۹۴ متر بالاتر از سطح دریا واقع شده‌است.